# Austrosmittium aussiorum
Austrosmittium aussiorum är en svampart som beskrevs av M.C. Williams & Lichtw. 1990. Austrosmittium aussiorum ingår i släktet Austrosmittium och familjen Legeriomycetaceae.   Inga underarter finns listade i Catalogue of Life.